# Godina
Godina es un lugar español de la parroquia de Inclán, perteneciente al municipio de Pravia, en la comunidad autónoma de Asturias.

## Historia
Hacia mediados del siglo XIX, el lugar, ya por entonces perteneciente a la parroquia de Inclán del municipio de Pravia, tenía contabilizada una población de 126 habitantes. Aparece descrito en el octavo volumen del Diccionario geográfico-estadístico-histórico de España y sus posesiones de Ultramar de Pascual Madoz con las siguientes palabras:

GODINA: l. en la prov. de Oviedo, ayunt. de Pravia y feligresia de San Estéban de Inclan. sit. en una loma entre dos encañadas dando vista al mar; le combaten principalmente los vientos del N.; y el clima, aunque frio, es saludable. El terreno es pendiente y bastante fértil; le bañan dos riach. ó regatas que corren por las referidas encañadas, cuyas aguas fertilizan algunos prados, dan impulso á varios molinos harineros y pisones para la escanda, y reunidas con las que bajan entre el monte Pascual y loma de Faedo forman el r. Caudalina. El terreno es pendiente y bastante fértil. prod. escanda, maiz, habas, patatas y yerbas de pasto. pobl.: 30 vecinos, 126 alm.
(Madoz, 1847, p. 431)

En 2023, la entidad singular de población de Godina tenía empadronados 25 habitantes, todos ellos en el núcleo de población de ese nombre.